# Mikael Eldridge
Mikael Eldridge (často vystupující pod přezdívkou Count) je americký hudebník, hudební producent a zvukový inženýr. Svou hudební kariéru zahájil v devadesátých letech, kdy se věnoval produkování alb. V roce 1999 založil vlastní skupinu nazvanou Halou, ze které odešel po třinácti letech existence. Po jejím rozpadu spolu s Timem Hingstonem a Zoe Keating působí ve skupině Inu. Během své kariéry spolupracoval s mnoha dalšími hudebníky, mezi které patří DJ Shadow, Pink, John Cale nebo skupiny Radiohead, Keane a Blink-182.